# JTT Computer
JTT Computer Spółka Akcyjna – przedsiębiorstwo informatyczne z siedzibą we Wrocławiu działające w latach 1990–2004. Jeden z wiodących polskich producentów komputerów klasy PC.

## Historia
W 1991 roku, w bardzo krótkim okresie JTT osiągnęłą pozycję najbardziej liczącego się dostawcy sprzętu na Polskę, stając się generalnym dystrybutorem Commodore i Atari. W 1992 roku JTT sprzedał 130 tysięcy komputerów z czego 93% stanowiły sprzęty produkcji Commodore. Pod koniec tego samego roku, rozpoczęto promocję własnej marki komputerów domowych pod nazwą Adax a w 1993 roku uruchomiono nowoczesną montownię o zdolności produkcyjnej 200 tys. komputerów. Ten ruch, wraz z załamaniem się dostaw sprzętu Commodore, spowodował spadek w sprzedaży produktów tego amerykańskiego przedsiębiorstwa do 7%, w zamian za to ponad 60% wpłynęło z handlu komputerami PC.
Przedsiębiorstwo zajmowało się m.in. produkcją komputerów na potrzeby szkół. Pod koniec lat 90., ze względu na niekorzystne opodatkowanie sprzętu komputerowego produkowanego w kraju, a sprzedawanego szkołom, JTT sprzedawała swoje komputery do firm za granicą, a następnie odkupowała go od tych firm i sprowadzała z powrotem do Polski. Zgodnie z obowiązującym wówczas prawem taka transakcja była opodatkowana stawką 0% podatku VAT, o czym informowało Ministerstwo Edukacji:

Dzięki decyzjom urzędów celnych zwalniających na wniosek naszego Ministerstwa dostawy na potrzeby wyposażenia pracowni szkolnych z cła i podatku VAT udało się całą kwotę, która została przyznana na ten cel w ramach budżetu przeznaczyć na zakup pracowni komputerowych.

Urzędnicy skarbowi uznali to jednak za działanie sprzeczne z prawem. Spółka została zmuszona do zapłaty 10 milionów złotych podatku i kar, a jej zarządowi postawiono zarzut działania na szkodę Skarbu Państwa.
Po trwającym cztery lata procesie w kolejnych instancjach, w roku 2003 Naczelny Sąd Administracyjny uznał, że zarząd JTT nie naruszył prawa i nakazał zwrócenie spółce całej kwoty nienależnego podatku wraz z odsetkami.
Przez okres do wydania i uprawomocnienia się tego postanowienia spółka JTT nie była w stanie normalnie funkcjonować. Pakiet akcji spółki, wniesiony do funduszu MCI Management SA w 1998 roku, został sprzedany (po decyzji organów skarbowych o obowiązku zapłaty podatku) ze stratą 10 milionów złotych. Pomimo korzystnego orzeczenia Naczelnego Sądu Administracyjnego, w połowie 2004 zarząd JTT ogłosił upadłość – spółka nie odzyskała już kondycji wystarczającej do kontynuowania działalności.
W listopadzie 2006 sąd we Wrocławiu orzekł, że fundusz MCI ma prawo do 38,5 mln zł odszkodowania od Skarbu Państwa za straty, jakie poniósł przy sprzedaży akcji JTT w związku z niezgodną z prawem decyzją organów skarbowych, przychylając się tym samym do żądania MCI. Wyrok nie jest prawomocny, przedstawiciel Skarbu Państwa zamierza wnieść sprzeciw.
W 2006 roku Ministerstwo Finansów opublikowało „Białą księgę JTT Computer i Optimus SA” wyjaśniającą – z pozycji administracji publicznej – sprawy JTT, Optimus oraz Romana Kluski.
W 2011 roku sąd apelacyjny prawomocnym wyrokiem przyznał MCI odszkodowanie w wysokości 28,9 mln zł (46 mln wraz z odsetkami) za „doprowadzenie do upadłości na skutek błędnych i podejmowanych z naruszeniem prawa decyzji organów podatkowych”.
Wyrok ten został jednak uchylony przez Sąd Najwyższy i sprawa trafiła do ponownego rozpoznania do Sądu Apelacyjnego we Wrocławiu, który ponownie zasądził od Skarbu Państwa kwotę 28,8 mln złotych z odsetkami ustawowymi. Ten wyrok SN uchylił w marcu 2014.